# 志摩清直
志摩 清直（しま きよなお、1858年7月7日（安政5年5月27日） - 1894年（明治27年）9月17日）は、日本の海軍軍人。最終階級は海軍大尉。

## 生涯
日向国都城（現在の宮崎県都城市）に生まれた。父・清雄は宮崎県士族。弟の山地通信は陸軍将校、志摩猛は戦艦｢霧島｣艦長等を務めた海軍少将である。志摩は9歳のときに小姓として出仕した経験がある。
海兵士官学校予科生徒在学中に同校は廃校となり、1877年（明治10年）9月、海軍兵学校へ転入。1880年（明治13年）9月「龍驤」乗組みとして実地訓練を受け、豪州へ回航。1881年9月少尉補となる。兵学校8期生であり、同期に八代六郎がいる。
1885年（明治18年）6月海軍少尉任官。「摂津艦」分隊士を務め、次いで兵学校教官となり砲術を担当した。大尉に進み、「武蔵｣・「高千穂」の分隊長を歴任し、英国で建造された「千代田」回航員(分隊長)を務めている。
帰国後、兵学校監事を経て海軍大学校甲号学生(5期・砲術)となった。黒井悌次郎、江頭安太郎は海大の同期生である。卒業後、砲術練習所学生として訓練を受けている最中の1894年（明治27年）6月、運送船「近江丸」の監督官を命ぜられ、次いで「松島」分隊長に補せられた。「松島」は清国北洋艦隊の「定遠」・「鎮遠｣の巨砲に対抗する艦として日本の期待を集めており、日清戦争における連合艦隊旗艦である。砲術専攻士官として経歴を重ね、海軍大射的会で一等となるなどの実績があった志摩は、第1分隊長としてその主砲を預かる(砲術長は井上保大尉)。
日清戦争において威衛海攻撃などに参加。黄海海戦に際し、「松島」下甲板で前部両舷砲塔の指揮にあたっていた志摩は、敵弾の命中により戦死した。志摩は海中に投げ出され、帽子を振りながら万歳を絶叫しつつ海没したという。なお勇敢なる水兵・三浦虎次郎が戦死したのも同日の同じく「松島」下甲板である。
志摩には当時4歳になる長男がいた。志摩が出征に際し妻に残した書には「武運拙く万一の場合は清英に父の志を継ぎ海軍に従事させよ」とあった。この長男は海軍兵学校(39期)に進み、海軍中将としてレイテ沖海戦に参加した志摩清英である。

## 栄典
- 1885年（明治18年）9月16日 - 正八位[7]
- 1890年（明治23年）1月17日 - 従七位[8]
- 1891年（明治24年）12月16日 - 正七位[9]
- 1898年（明治31年）10月25日 - 贈正五位[10]